# Al-Khubar
al-Khubar (arabiska: ٱلْخُبَر) eller Khobar är en stad i Saudiarabien, i ash-Sharqiyya (Östra provinsen), på en udde i Persiska viken, i öster gränsande till Dammam och Zahran. Vid folkräkningen 2010 hade Khobar 220'000 invånare. I staden börjar King Fahd Causeway, en broförbindelse över Bahrainbukten, mellan Saudiarabien och Bahrain. 
al-Khubar växte efter att man funnit olja i trakten på 1930-talet. Det finns flera gallerior och en strandpromenad.